# Bonbon

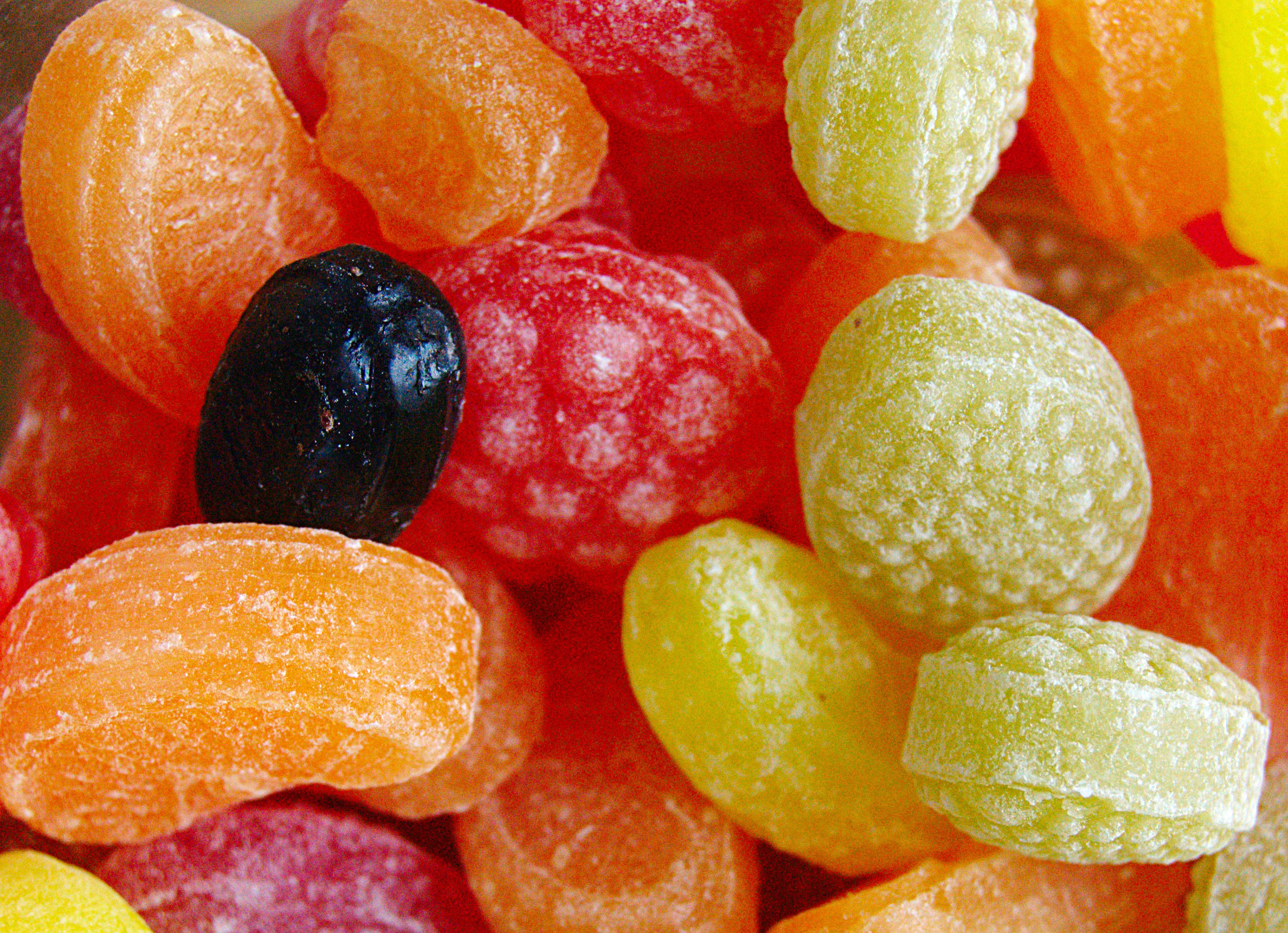
Bonbons

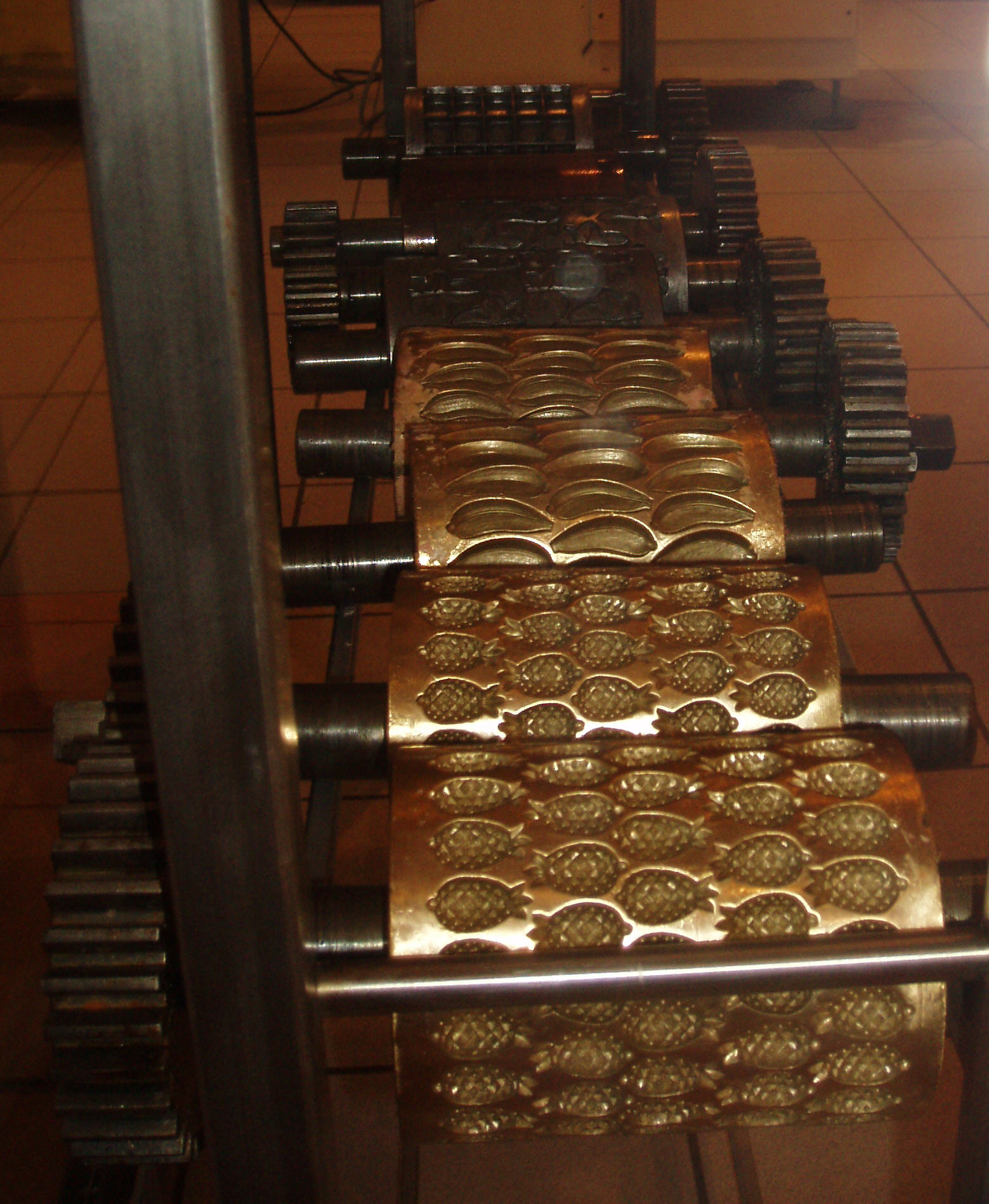
Bonbonformen in einer Bonbonkocherei

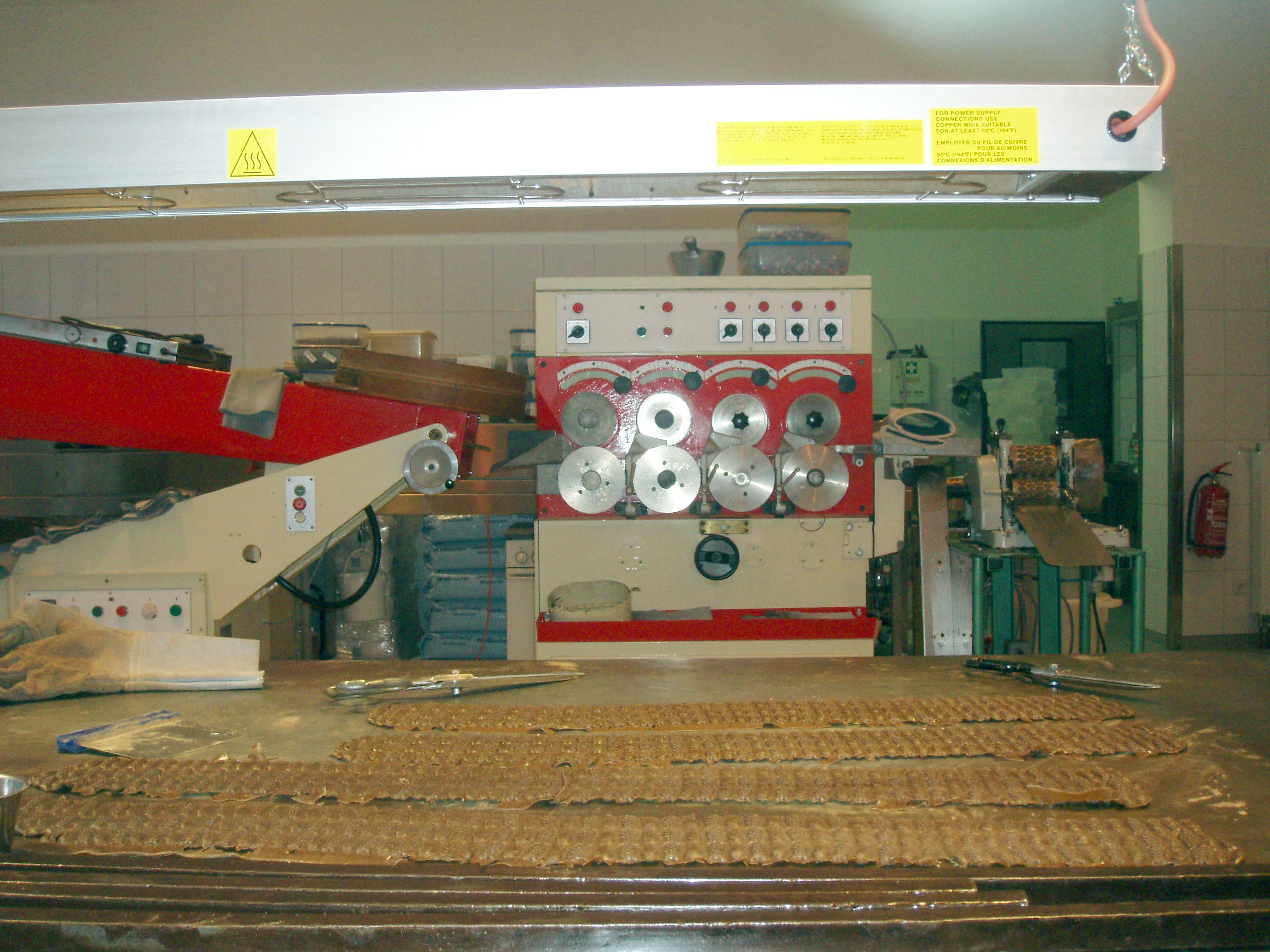
Blick in eine Bonbonkocherei

Ein Bonbon (der oder das; von französisch bon ‚gut‘) ist eine Zuckerware, die durch Einkochen von Zuckerlösung mit Stärkesirup oder Invertzucker in Verbindung mit geruchs- und geschmacksgebenden Zusätzen und Aromen hergestellt wird. Der Fachbegriff lautet Karamelle.
Bonbons können als Süßigkeit genascht oder aus medizinischen Gründen eingenommen werden, wie zum Beispiel Hustenbonbons.
Bonbons gibt es in fast allen erdenklichen Farben und Geschmacksrichtungen; die Form ist meist die eines Ellipsoids, seltener auch einer Kugel oder eines Quaders, auch eine der Form von Früchten nachempfundene Gestaltung ist möglich. Teilweise haben Bonbons eine besonders süße, saure oder flüssige Füllung. Man unterscheidet zwischen Hartbonbons, welche ein glasartiges Gefüge aufweisen und einen Wassergehalt von bis zu 3 % haben, und Weichbonbons (Toffee, Toffie), die zäh sind, eine kaugummiartige Konsistenz haben und bis zu 8 % Wasser enthalten. Diese Weichbonbons werden auch Kaubonbons genannt und werden im Gegensatz zu anderen Bonbons gekaut und nicht gelutscht. Anders als Kaugummi löst sich ein solches Bonbon während des Kauvorgangs nach und nach auf.
Verkauft werden Bonbons meistens in Kunststofftüten und zusätzlich in der bonbontypischen Einzel-Verpackung, bei der die Bonbons in ein kleines, farbiges Stück Papier oder Folie eingewickelt werden. Hat ein Bonbon einen Stiel zum Festhalten, spricht man auch von einem Lutscher.
Das Wort „Bonbon“ wird auch als Synonym für eine Belohnung, einen Bonus oder eine Zusatzleistung verwendet (zum Beispiel ein Autohändler bietet beim Kaufabschluss einen Satz neue Reifen als Bonbon).

## Andere Bezeichnungen
Für das Wort „Bonbon“ existieren zahlreiche, teilweise dialektale, teils umgangssprachliche, teils aber auch hochsprachliche Varianten:
- Norddeutschland: Bonscher, Bonschen, Bonsche, Bonschi, Bommer, Drops, Lutschtablette, Pastille, Bönger, Bonger, Bointje, Bontje, Cachou (Brust- oder Hustenbonbons)
- Hannover, Braunschweig, Magdeburg: Bollchen, Bolschen, Bolchen, Bollo
- Nordhessen: Bombongs, Bollchen, Bollerchen.
- Nordrhein-Westfalen: Bombs, Brocken, Klömpkes, Klümpchen, Kamellen, Ballekes, Babbelkes, Bömskes, Bröckskes, Bröck, Schnutz, Sallekes, Bollchen (im Raum Lippe)
- Hessen/Mittelhessen: Zuckerstein (im Dialekt gesprochen „Zuggestoa“), Guudsje (in Offenbach am Main), Knolle (im Raum Frankfurt am Main), Bomsche, Bombo, Schnuck (als allgemeine Bezeichnung für Süßigkeiten)
- Südhessen: Klumbe, Knolle, Knollen („der“), Guuds, Guudsl, Gudsje
- Pfalz/Saarland: Guddsje (mit kurzem u), Gudsje (mit langem u), Schnäges (als allgemeine Bezeichnung für Süßigkeiten), Zuckerbunne (Zuckerbohnen)
- Mitteldeutschland: Schnongse(r), Bongsl, im Raum Dresden: Mohler
- Süddeutschland: Guzzi – auch in Westösterreich gebräuchlich, Gutti, Guzel, Guadl, Gutsele, Gutsel, Gutsle, Gutsl, Zuckerl, Zuckerle, Leckers, Leckerli, Fustoale, Zeidl, Malzer
- Österreich: Zuckerl; Westösterreich: Bolla
- Schweiz: Bummeli, Gutzi, Täfeli (Däfeli, Dääfi), Tröpsli, Zältli, Zückerli (Züggi), Zockerbolle, Zockerstei[2]
- Standarddeutsch der oder das Drops steht für ein ungefülltes, flaches, rundes Fruchtbonbon, das zumeist zu mehreren in einer Rolle verpackt ist.[3]

## Einteilung und Zusammensetzung
Die Konsistenz der Bonbons (Karamellen) ist je nach Restwassergehalt hart (Hartkaramellen) oder weich und kaubar (Weichkaramellen). Bei der Form unterscheidet man zwischen geschnittenen, geprägten, kaschierten (knusprig wie Blätterteig) und gegossenen Bonbons. Nach den Zutaten unterscheidet man zwischen:
- Hals- und Hustenbonbons (Wirkung und Geschmack durch Kräuterextrakte)
- Fruchtbonbons (durch Aromastoffe, Säureanteile, natürliche Frucht- und Pflanzenextrakte oder auch Lebensmittelfarbstoffe besondere Farbe und individuellen Geschmack)
- Karamellbonbons (aus Milchprodukten und Zucker hergestellt)
- Erfrischungsbonbons (ätherische Öle und Wirkstoffe wie Menthol[4] oder Waldmeisterextrakten).

## Geschichte
Die Geschichte des Bonbons datiert über tausend Jahre zurück; noch bevor die Zuckerherstellung bekannt wurde, gab es im antiken China, Griechenland, im römischen Reich und in anderen Regionen aus Honig gefertigte Süßwaren, die Bonbons entsprachen. Sie enthielten unter anderem beschichtete Früchte oder Blüten. Nachdem um 600 in Persien entdeckt wurde, wie aus Zuckerrohrsaft Zucker gewonnen werden kann, wurde als Folge daraus um 700 in Arabien „Fanid Chsai“ gehandelt, eine Bonbonmasse aus Zucker und Fruchtsaft. Die Apotheker waren die ersten, die in Europa bittere Kräuterextrakte mit Zucker mischten, um diese schmackhafter zu machen.
Zucker war sehr teuer und es waren zumeist nur Fürsten- und Königshöfe, die sich den Reichtum von Süßigkeiten leisten konnten. Eine Erzählung besagt, dass König Henri IV. (1553–1610) zu seiner Hochzeit 1572 Zuckerwaren anbieten ließ. Die Kinder sollen daraufhin ausgerufen haben „Bon!“ (französisch: gut) und als Steigerung „Bon! Bon!“, wodurch die Bezeichnung Bonbon entstanden sein soll. Durch die Herstellung von Zucker aus Zuckerrüben und die Industrialisierung der Produktion wurde Zucker immer preiswerter und zu einem Produkt des täglichen Bedarfs.
Die industrielle Bonbonproduktion in Deutschland geht auf Franz Stollwerck zurück. Er gründete 1839 in Köln eine Mürbebäckerei und erkannte schnell, dass „Brustbonbons“ wegen der damals häufigen Hals- und Lungenerkrankungen sehr gefragt waren. Da er in seiner Gesellenzeit in Paris das Karamellisieren, also das Versieden von Zucker und das Mischen mit allerlei Kräutern und Früchten erlernt hatte, erweiterte er seine Conditorei um eine Bonbonfabrik. Hier produzierte er ab 1841 „Stollwerck’sche Brustbonbons“ und geriet durch seine Verkaufserfolge schnell in einen Rechtsstreit mit den Apothekern, die sich die Produktion solcher Arzneien und Heilmittel vorbehielten. Nach zahlreichen Prozessen erreichte er einen Ministerialerlass vom 2. Januar 1846, wonach es „den Konditoren des ganzen preußischen Staates nicht verwehrt sei, Karamellen, Bonbons und andere Waren herzustellen und zu verkaufen“.
Fortan baute er seine Vertriebswege bis weit über die Grenzen des deutschen Zollvereins hinaus aus. Bereits Ende 1846 hatte Stollwerck in Deutschland 44 Verkaufsstellen und mehr als 1000 Vertreter. Für größere Absatzgebiete hatte er „General-Niederlagen“ eingerichtet, die Verkäufer waren Konditoren, Krämer, Apotheker, Delikatessenhändler, Restaurants, Theater-Gaststätten und die Bahnhofsgaststätten im damals rasch wachsenden Eisenbahnnetz in Europa. Wegen seiner Verkaufserfolge nannte man ihn in Köln und Umgebung den „Kamellen-Napoleon“.

## Zuckerfreie Bonbons
Ein Teil der heute verkauften Bonbons wird nicht mit Zucker, sondern mit Zuckeraustauschstoffen hergestellt. Zuckeraustauschstoffe sind keine Intensivsüßstoffe.
Der bei Bonbons am häufigsten verwendete Zuckeraustauschstoff ist Isomalt. Es wird aus Rübenzucker hergestellt und schmeckt fast wie Zucker. Die aus Isomalt hergestellten Bonbons haben etwa halb so viel Energie (siehe: physiologischer Brennwert) wie Zuckerbonbons. Sie haben einen glykämischen Index von 8 und damit eine zwölfmal niedrigere Wirkung auf den Blutzuckerspiegel.
Vor allem Hustenbonbons oder Rachentherapeutika werden häufig aus diesem Zuckeraustauschstoff hergestellt. Da diese Bonbons sich langsamer auflösen als Zuckerbonbons, haben die heilenden oder reizlindernden Inhaltsstoffe länger Zeit, ihre Wirkung zu entfalten. Im Gegensatz zu Zuckerbonbons müssen die mit Isomalt hergestellten Bonbons nicht einzeln in Folie oder Papier verpackt werden, da sie auch bei höheren Temperaturen und bei hoher Luftfeuchtigkeit nicht klebrig werden. Sie werden häufig in „Flip-Top-Boxen“ verkauft.
Seltener werden Bonbons aus reinem Xylit hergestellt, da die Verarbeitung dieses schwach bindenden Zuckeralkohols aufwendiger ist. Xylit erzeugt auf der Zunge einen Kühleffekt und verstärkt erfrischende Geschmacksrichtungen wie zum Beispiel Menthol. Es hat dieselbe Süßkraft wie Zucker (Saccharose), alle anderen Austauschstoffe haben etwa halbe Süßkraft. Der Vorteil von Xylit gegenüber Isomalt ist seine zusätzliche hemmende Wirkung gegen Kariesbakterien und Hefepilze (Candida albicans). Sein glykämischer Index von 7 ist noch geringer als der von Isomalt.
Viele der bekannten Bonbonmarken sind auch in einer zuckerfreien Variante erhältlich. Ob ein Bonbon mit Zucker oder Zuckeraustauschstoff hergestellt ist, muss auf der Packung deklariert werden. In der Regel steht „zuckerfrei“ auf der Packung, auf der Deklarationsliste steht genau, welcher Zuckeraustauschstoff eingesetzt wurde. Bei mehr als 10 % Gehalt an Austauschstoffen muss auf der Packung auf eine mögliche „abführende Wirkung bei übermäßigem Verzehr“ hingewiesen werden, denn Zuckeraustauschstoffe wirken wie Ballaststoffe, daher könnten besonders empfindliche Personen eine ähnliche Wirkung feststellen wie beispielsweise nach dem Verzehr von Pflaumen oder Vollkornbrot. Normale Mengen zuckerfreier Bonbons werden von Erwachsenen wie Kindern in der Regel sehr gut vertragen.